# Maël Lebrun
Maël Lebrun (Nizza, 17 aprile 1991) è un cestista francese.

## Palmarès
- Coppa di Francia: 1

Orléanaise: 2009-10